# Abbazia di Santa Valpurga
L'abbazia di Santa Valpurga, in tedesco Kloster Sankt Walburg è un'abbazia benedettina che si trova nel territorio di Eichstätt in Baviera.

## Storia dell'Abbazia
I resti mortali di santa Valpurga († 779) furono traslati fra l'870 e l'879, per disposizione del vescovo Otgar di Eichstätt, dall'abbazia di Heidenheim nella chiesetta di Eichstätt, che prese subito il nome della santa e dove si installarono le canonichesse. Il 24 giugno 1035 san Leodegardo, conte di Lechsgemünd-Graisbach († 1074), fondò, dietro sollecitazione del vescovo Eriberto di Eichstätt, l'abbazia benedettina ancor oggi esistente.
Sotto il vescovo Giovanni III di Eych (in carica dal 1445 al 1464) il convento, dopo molte resistenze, fu riformato nello spirito del Concilio di Costanza e di quello di Basilea. Durante la guerra dei trent'anni, nel 1634 l'abbazia fu quasi totalmente distrutta dalle truppe svedesi. Essa fu successivamente ricostruita in stile barocco.
Nel 1806, con il trasferimento del vescovato di Eichstätt alla Baviera, il convento venne secolarizzato, ma a causa dei pareri concordi delle sue suore, della fedeltà ai loro voti, delle loro volontà di rimanere nel convento, esse ottennero l'autorizzazione a rimanervi in comunità. Nel 1835, su iniziativa di Ludovico I Re di Baviera, ebbe luogo la ristrutturazione dell'edificio, che contava ancora 13 monache. Queste ottennero di poter accettare novizie, ma con la condizione di impegnarsi nell'istruzione delle giovani di Eichstätt. Nel 1914, con Ludovico III di Baviera, il monastero fu elevato al rango di abbazia.
La chiesa monastica, da antico tempo anche chiesa parrocchiale (le monache vi avevano un loro coro), era intanto divenuta meta di pellegrinaggi.

## Attività
Oltre alla Liturgia delle ore, il principale compito di una comunità benedettina, le monache gestiscono un esercizio commerciale ed un luogo di ristoro.
Inoltre sono impegnate nelle attività domestiche, nel giardinaggio, in alcune attività lavorative, gestiscono una scuola materna ed un'elementare, assistono i pellegrini, tengono la biblioteca e l'archivio.

## Convento e chiesa parrocchiale

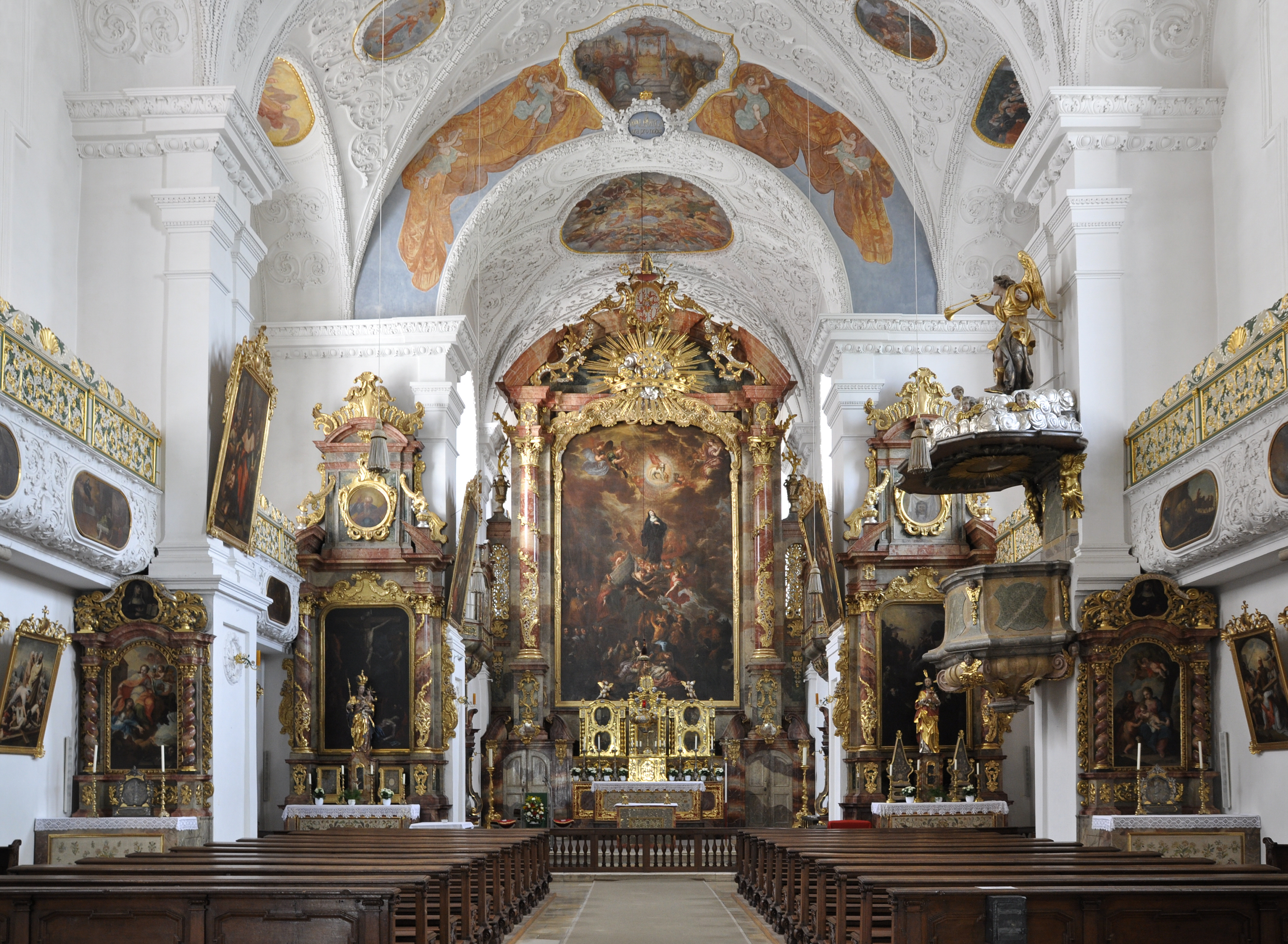
Interno della chiesa abbaziale

Al posto della chiesa originale sotto l'episcopato di Eriberto fu eretta una chiesa in stile romanico. Durante il periodo barocco la chiesa fu nuovamente demolita ed al suo posto, ancora sotto il vescovo Johann Christoph von Westerstetten e la badessa Eugenie Thürmeier, in piena guerra dei trent'anni (tra il 1629 ed il 1631) ne fu ricostruita una nuova nello stile allora dominante. Essa è rimasta tale fino ai nostri giorni e la sua monumentalità domina la veduta della città. L'architetto fu Martino I Barbieri. Dopo che gli svedesi ebbero saccheggiata la chiesa, a partire dal 1664 iniziarono i lavori di ripristino che furono completati nel corso del XVIII secolo.
La chiesa, con pareti segnate da paraste ospita sette altari barocchi ed eccellenti parti filigranate dal 1706. Gran parte delle decorazioni dell'altar maggiore, dedicate alla Santa patrona, furono dipinte da Joachim Sandrart. I due grandi altari laterali sono stati progettati da Carlo Angelini.
La cupola a crociera, sulla cui punta si erge a torre la figura di santa Valpurga, fu realizzata come si vede oggi, nel 1746. All'ingresso della chiesa si può salire fino ad una loggia sotto la quale si trova la cappella di Alessio (già di Agnese).
La cripta che sta sotto il coro e cui si accede dall'esterno, è disposta su due piani e contiene numerosi quadri votivi. Sotto il sarcofago in pietra si raccoglie in inverno acqua, che, è noto fin dall'XI secolo, le monache chiamano "Olio di Valpurga".

## La parrocchia

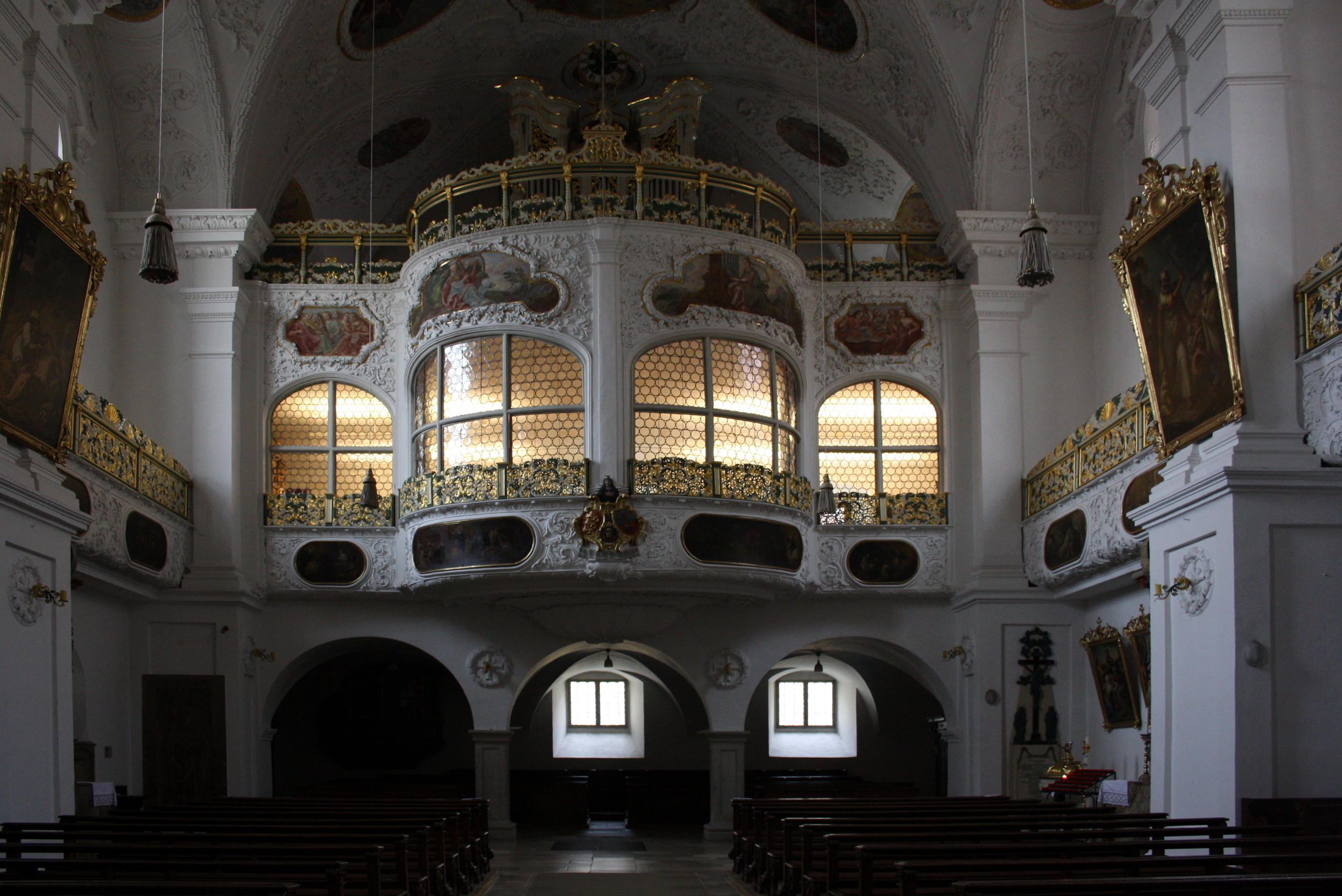
Il coro riservato alle monache nella chiesa abbaziale

Da quando esista la parrocchia di Santa Valpurga non è chiaro: in ogni caso i nomi dei parroci sono stati tramandati fin dal XIII secolo. Nel 1465 fu eretta la cappella di Maria Ausilitrice nei pressi del convento, come chiesa ausiliaria. Il cimitero parrocchiale fu spostato nel 1534 presso la cappella di San Michele.
Nel 1634 quasi tutti gli edifici parrocchiali furono inceneriti dagli svedesi. Dopo la secolarizzazione la parrocchia fu riorganizzata nel 1814 e furono trovati i fondi per riattivarla con un parroco, due viceparroci ed un sagrestano. Le scuole gestite dalle monache furono assorbite dalla municipalità.
Con la creazione della parrocchia del Duomo, il 1º gennaio 2011, per decreto del vescovo Gregor Maria Hanke OSB, la parrocchia di Santa Valburga fu sciolta. La chiesa è ora solamente chiesa abbaziale.

## Galleria d'immagini

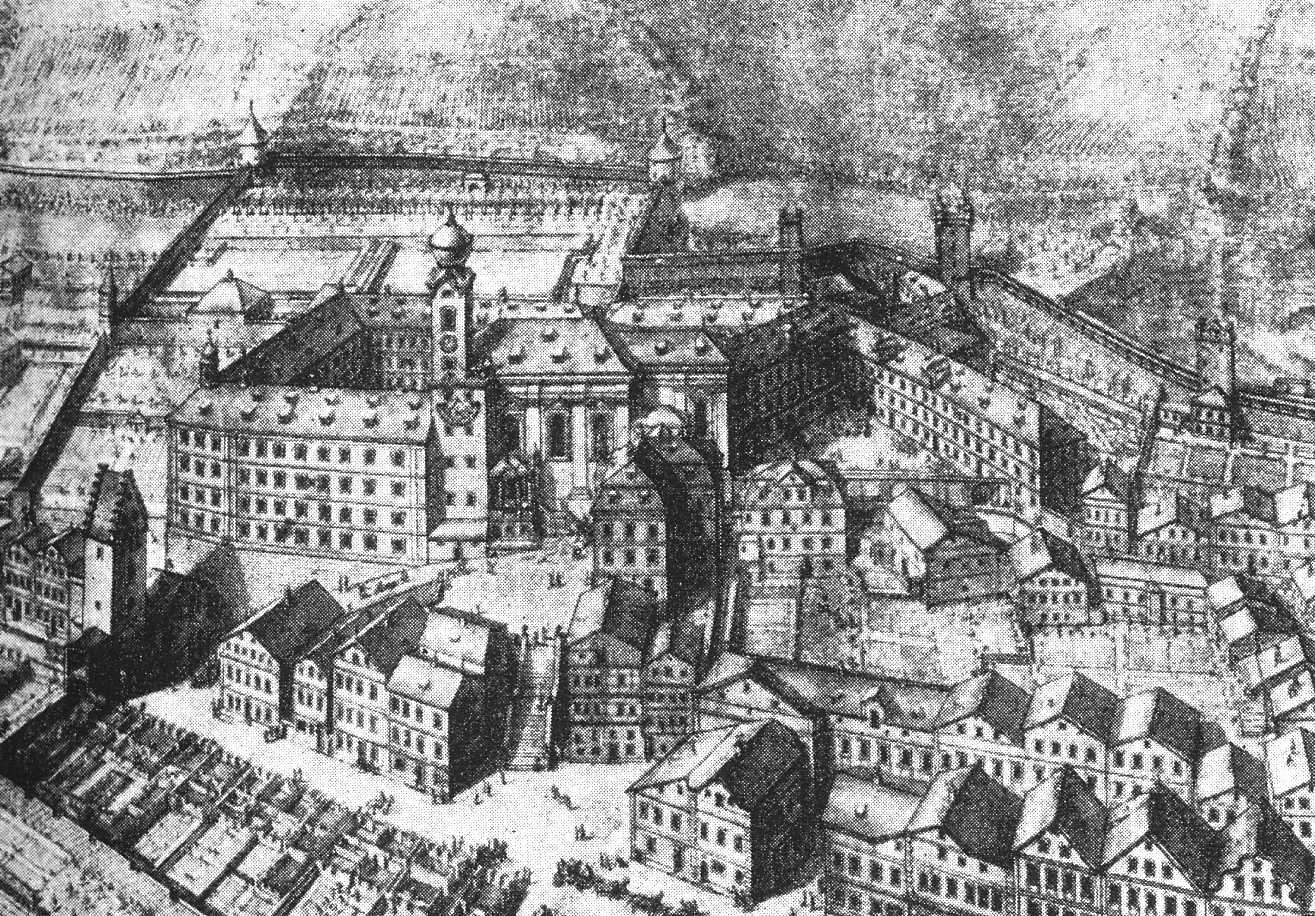
L'abbazia in un disegno a china di Maurizio Pedetti del 1794
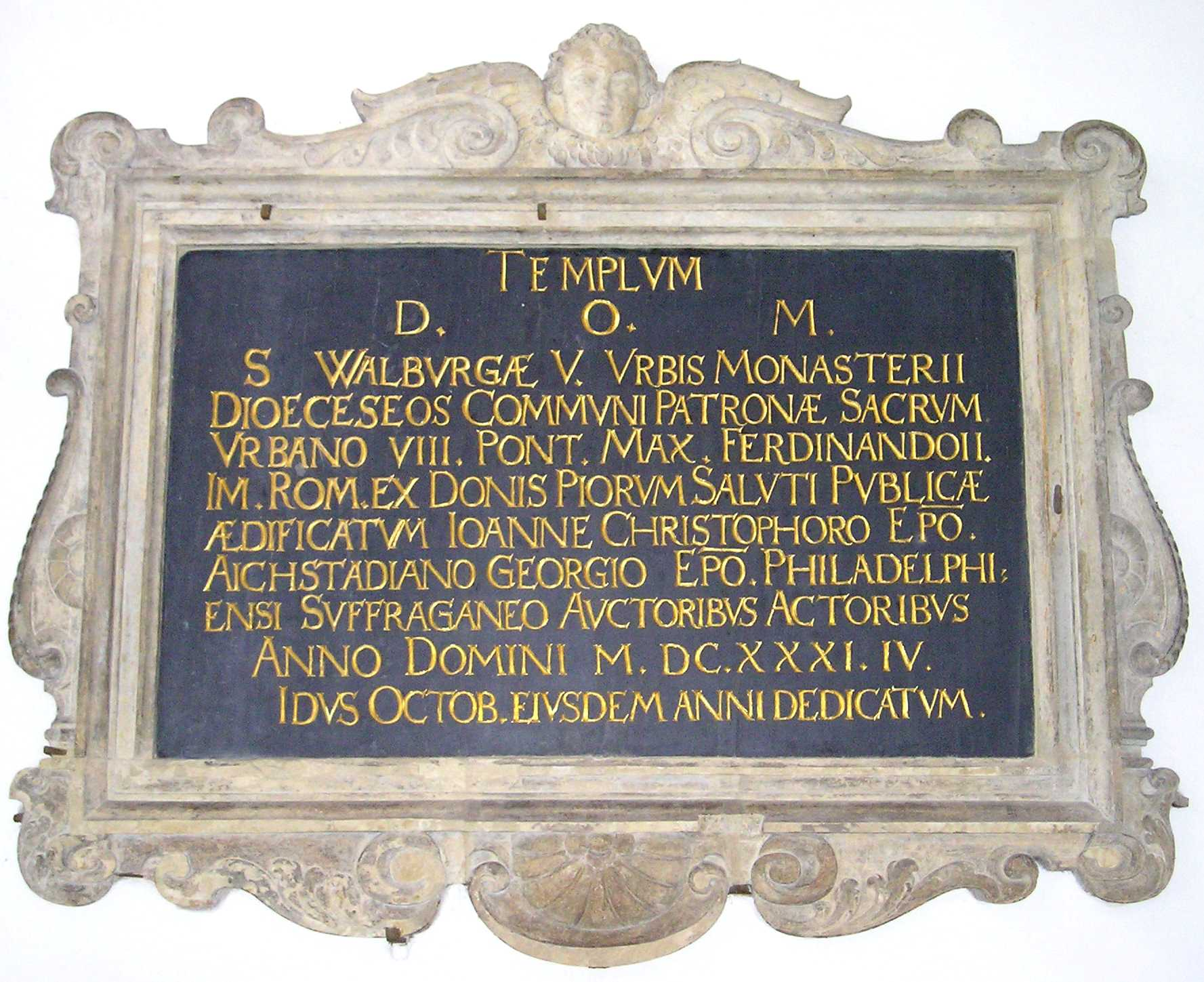
Tavola all'ingresso della chiesa in ricordo del principe-vescovo Johann Christoph von Westerstetten
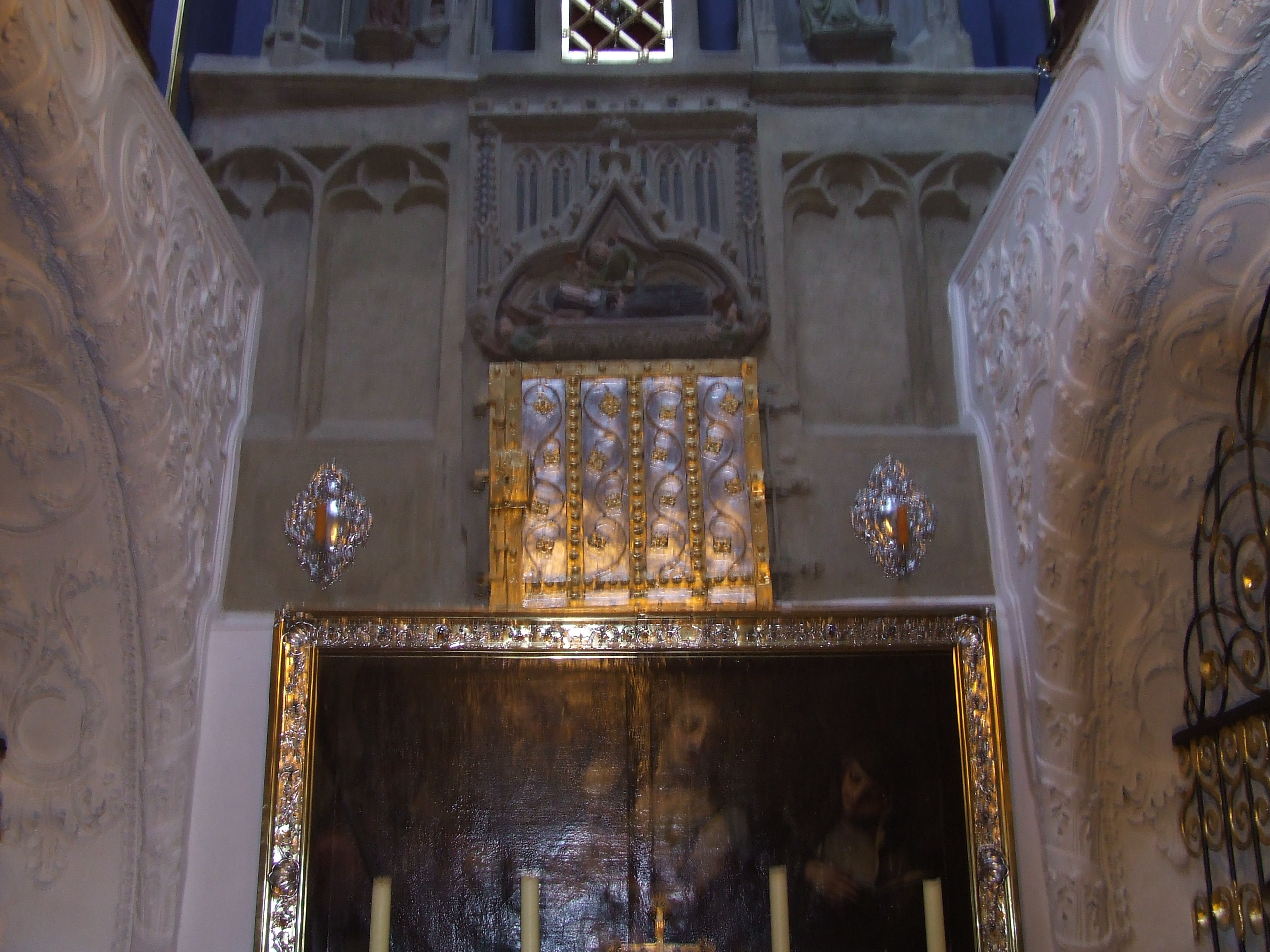
La cripta con le reliquie di Santa Valpurga
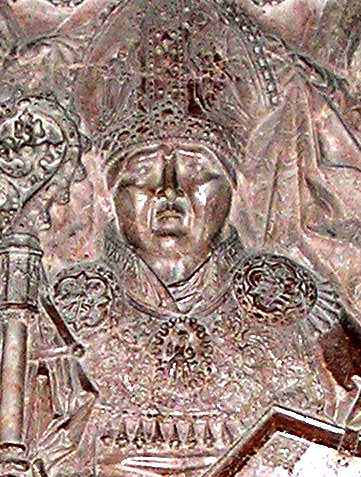
Frammento dell'epitaffio di Giovanni III di Eych
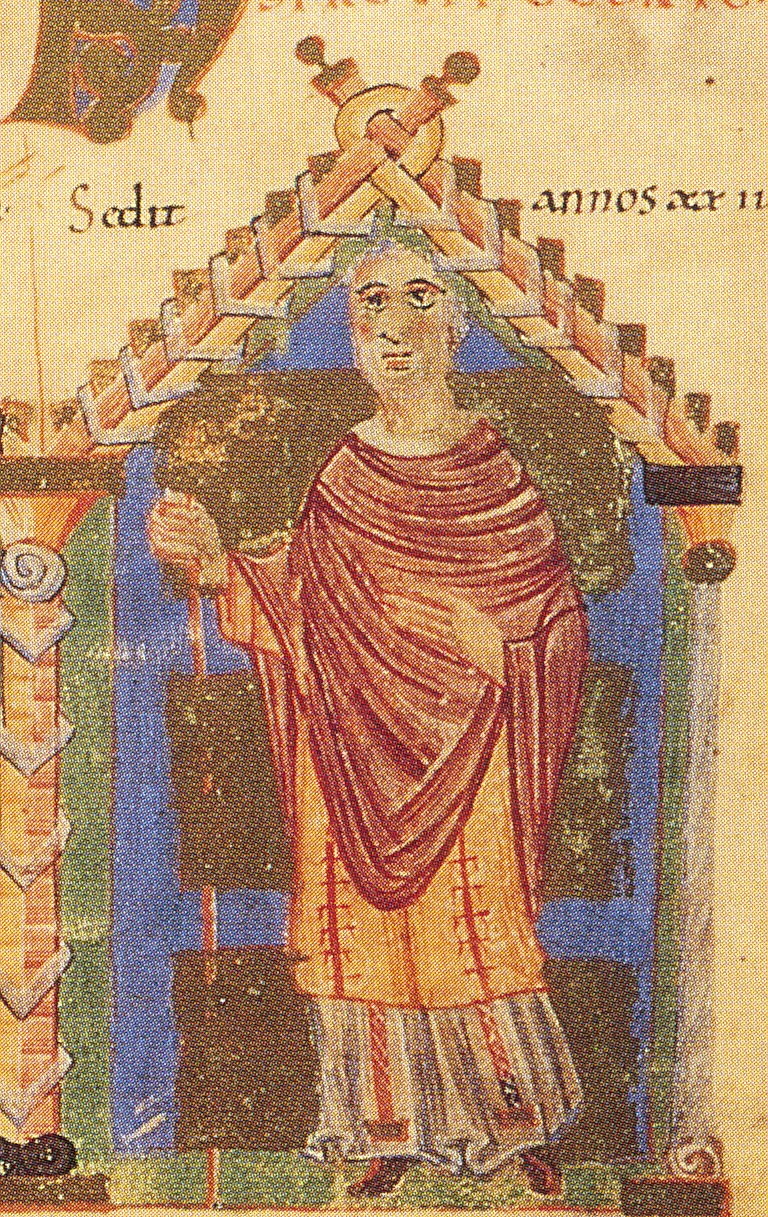
Il vescovo di Eichstätt, Eriberto